# Friedrich von der Leyen

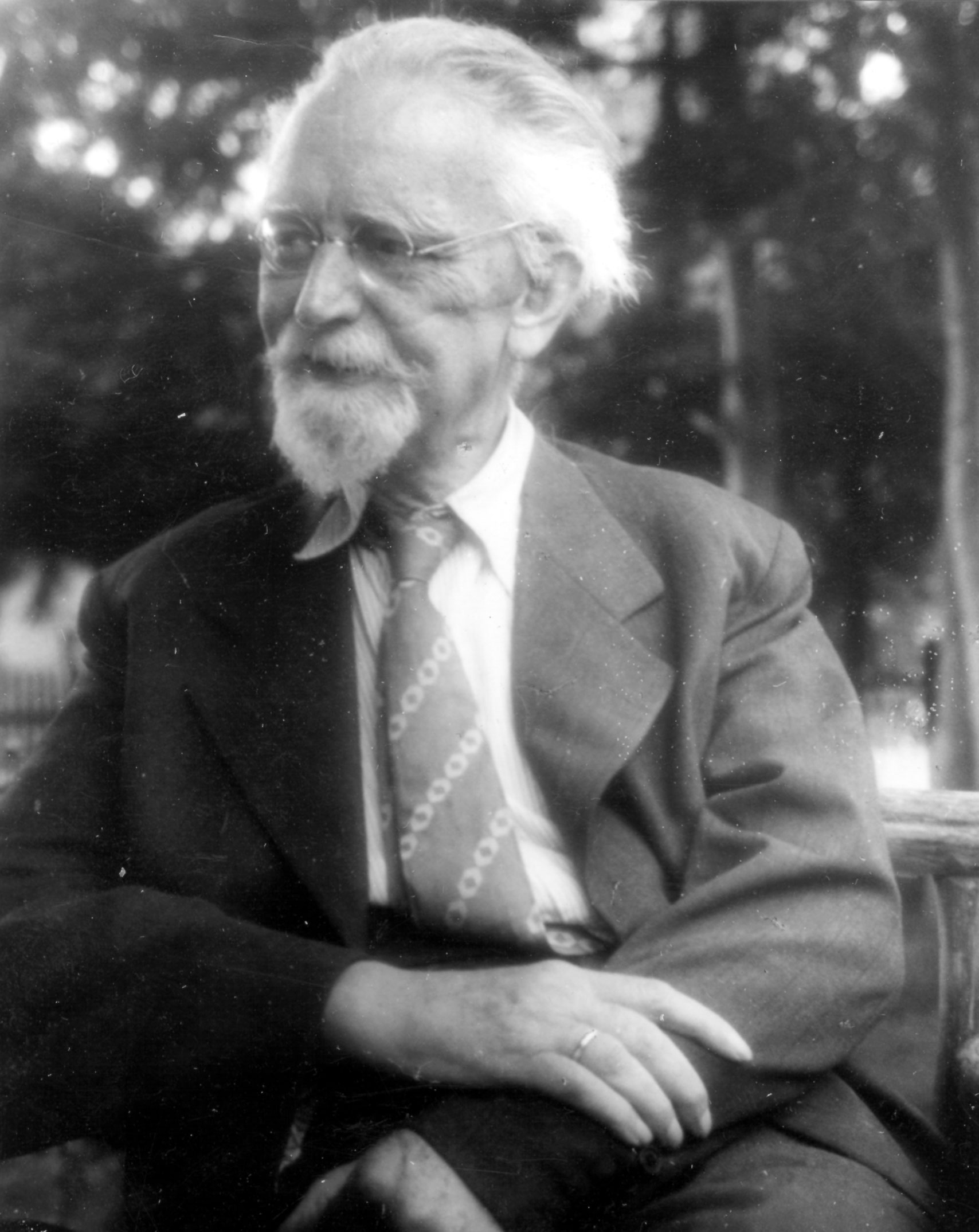
Friedrich von der Leyen, 1950.

Friedrich von der Leyen, född 19 augusti 1873, död 6 juni 1966, var en tysk germanist, litteraturhistoriker och folkminnesforskare.
Leyen blev professor vid Münchens universitet 1906, var professor vid Yale University 1913-14 och från 1920 vid Kölns universitet. Bland hans arbeten märks främst Die Götter und Göttersagen der Germanen (1909, 3:e upplagan 1924), Das Märchen (1911, 3:e upplagan 1925), Die deutschen Heldensagen (1912), Deutsche Dichtung in neuer Zeit (1922, 2:e upplagan 1927), Geschichte der deutschen Dichtung (1926). Leyen gav dessutom ut de stort upplagda verken Deutsches Sagenbuch (1908–20) och Die Märchen der Weltlitteratur (påbörjades 1912 tillsammans med Paul Zaunert, avslutades 2002 långt efter von der Leyens död).